# 책상

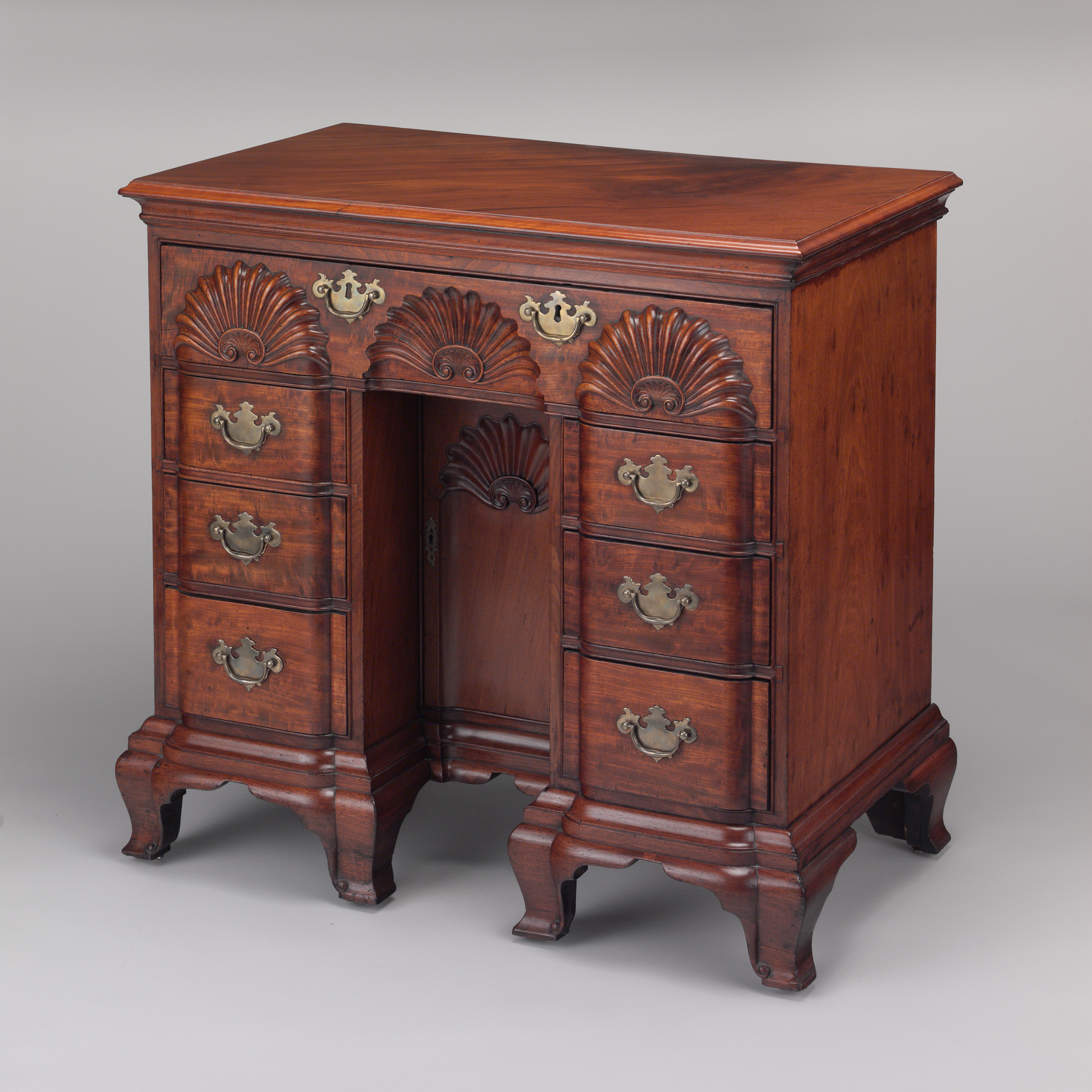
책상; 1765년경; 마호가니, 밤, 튤립 포플러; 87.3 x 92.7 x 52.1 cm; 메트로폴리탄 미술관 (뉴욕시)

책상(冊床, 프랑스어: bureau, 독일어: schreibtisch, 영어: desk, 스페인어: escritorio)은 컴퓨터와 같은 장비를 사용하거나 책을 읽거나, 글을 쓰는 일 등 학업, 전문가, 가정 업무를 위해, 또 학교, 사무실, 집에서 사용되는 평평한 탁자 표면을 갖춘 가구의 한 형태이다. 조선 시대에는 서안(書案)이라고 불렀다.
책상은 종종 사무용품이나 서류와 같은 물건을 보관하기 위한 서랍, 칸막이, 또는 작은 수납 공간이 하나 이상 있다. 책상은 보통 나무나 금속으로 만들어지지만, 가끔 유리와 같은 재료도 사용된다.

## 어원
"desk"라는 단어는 14세기 중반의 근대 라틴어 "desca"("글을 쓰는 탁자"라는 뜻)에서 유래했다. 이 단어는 라틴어 "discus"("접시" 또는 "원반")에서 파생된 고대 이탈리아어 "desco"("탁자")를 변형한 것이다. "desk"라는 단어는 1797년부터 비유적으로 사용되었다. 책상은 뷰로, 카운터, 대븐포트, escritoire, 독서대, 독서대, 롤톱 데스크(rolltop desk), 학교 책상, 작업 공간 또는 라이팅 데스크(writing desk)로도 알려져 있다.

## 역사

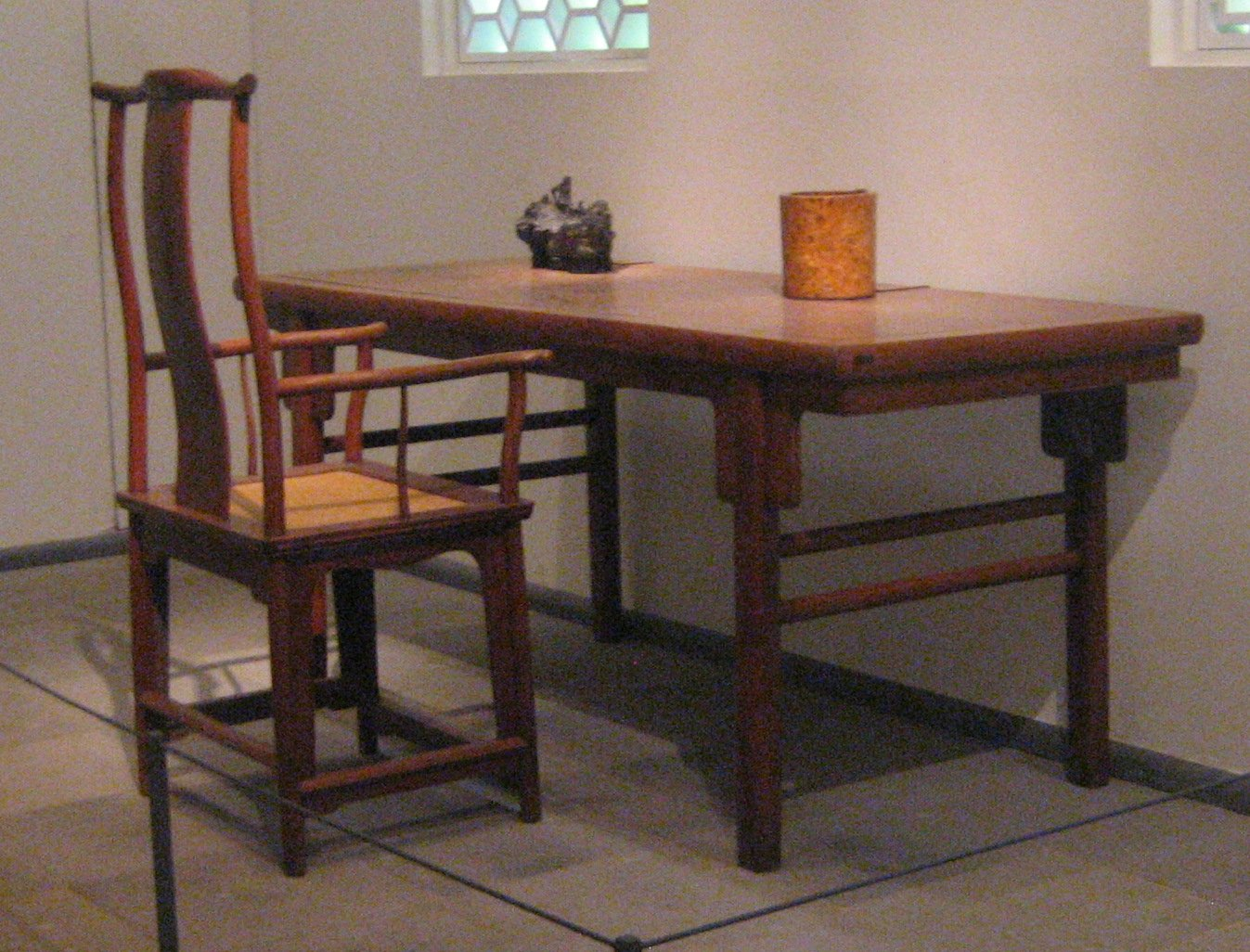
12세기 중국의 필기용 책상

책상 형태의 가구는 고전 고대나 중동 또는 극동의 다른 고대 문명 중심지에서는 사용되지 않았던 것으로 보이나, 이에 대한 구체적인 증거는 없다. 중세의 삽화들은 독서와 필기를 위해 디자인되고 제작된 것으로 보이는 최초의 가구 조각들을 보여준다. 15세기 인쇄기 발명 이전에는 모든 책이나 다른 문서가 손으로 베껴져야 했기 때문에 모든 독자는 잠재적으로 작가 또는 출판자 또는 둘 다였다. 책상에는 책갈피와 필기구를 위한 슬롯과 고리가 디자인되어 있었다. 필사본 책은 때때로 크고 무거웠기 때문에, 그 시대의 책상들은 일반적으로 거대한 구조를 가지고 있었다.

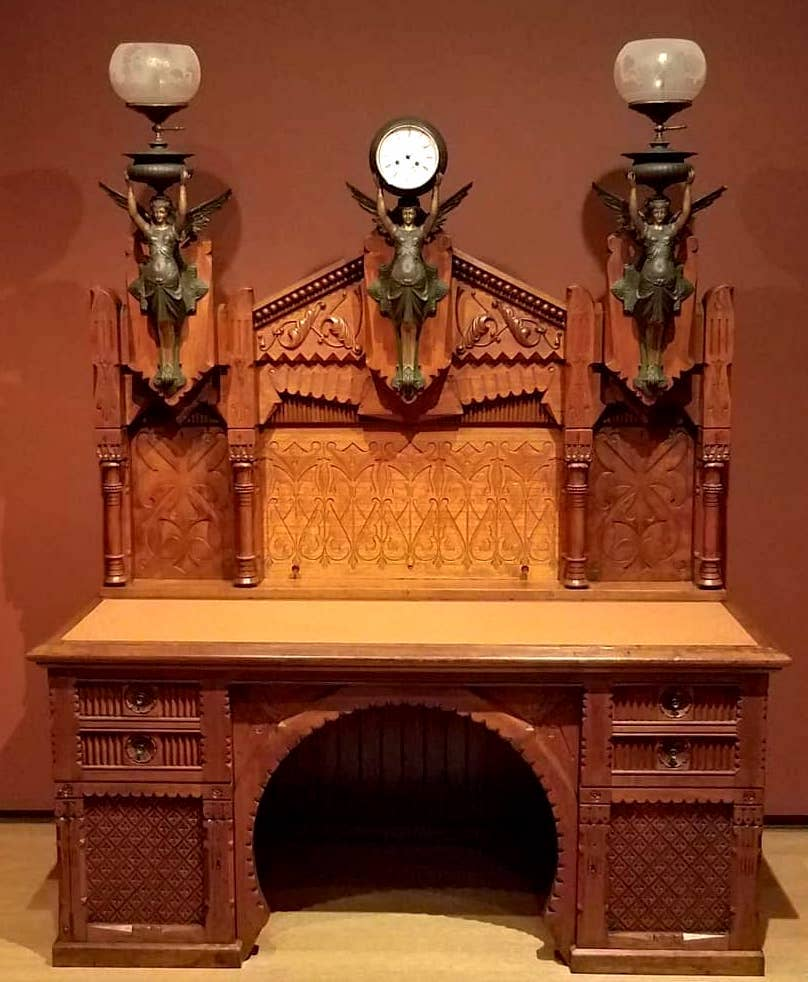
프랭크 퍼니스가 1870~71년에 디자인한 장식 책상(호두나무), 필라델피아 미술관

르네상스와 그 이후 시대의 책상들은 비교적 더 얇은 구조를 가졌고, 목공이 더 정밀해지고 가구 제작이 별개의 직업이 되면서 서랍이 점점 더 많이 추가되었다. 그 시대의 탁자나 다른 가구가 책상으로 사용되도록 디자인되었는지 여부를 알아내려면, 세 개의 작은 분할(잉크병, 흡수지 및 분말 트레이 각각 하나씩)과 펜 보관 공간이 있는 서랍을 찾아보면 알 수 있다.
기본적인 책상 형태는 주로 17세기와 18세기에 개발되었다. 현대의 인체공학적 책상은 18세기 말의 기계적으로 복잡한 제도판 또는 제도용 탁자의 개선된 형태이다.

## 산업 시대
초기 책상 형태에 대한 개선은 19세기 내내 상당했는데, 산업 혁명의 첫 번째 단계 말기에 증기 동력 기계가 저렴한 목재 펄프지를 가능하게 했기 때문이다. 이는 화이트칼라 노동자 수의 증가를 가능하게 했다. 이들 사무직 노동자 수가 증가함에 따라, 새롭고 증기 구동되는 목공 기계를 사용하여 책상이 대량으로 생산되었다. 이것이 책상 제조에 있어 최초의 급격한 분리였다. 그 이후로, 소량의 정교하게 제작된 책상들은 부유층의 가정과 사무실을 위해 숙련된 캐비닛 제작자들에 의해 계속 제작되었지만, 대다수의 책상은 공작기계에서 일괄 생산된 부품으로 비숙련 노동자들에 의해 빠르게 조립되었다. 따라서 고대 책상이라도 그 품질이 백여 년 전부터 분리되었기 때문에, 오직 연대만으로는 명작임을 보장하지 않는다.

앨라배마주 헌츠빌의 유서 깊은 해리슨 브라더스 철물점의 어지러운 책상

더 많은 종이와 서신은 더 복잡한 책상과 더 전문화된 책상, 예를 들어 고전적인 실린더 책상의 대량 생산된 판인 롤탑 데스크와 같은 책상에 대한 필요성을 증가시켰다. 이것은 하루가 끝날 때마다 모든 것을 정리할 필요 없이 끊임없이 증가하는 서류 작업을 비교적 빠르고 저렴하게 잠글 수 있는 방법을 제공했다. 종이 문서는 서류 캐비닛에 별도로 보관될 만큼 양이 많아졌다. 서신 및 기타 문서는 너무 많아서 다시 말거나 접고, 요약하고 태그를 붙여 책상 작업면 위나 아래의 작은 칸에 분류하기에는 너무 많은 주의가 필요했다. 유명한 우턴 데스크 등은 "비둘기집" 스타일의 마지막 발현이었다. 일부 새로운 책상 표면은 여러 가지 모양과 각도로 변형될 수 있었고, 예술가, 제도사, 엔지니어에게 이상적이었다.

## 강철 버전
19세기 말과 20세기 초에는 작고 저렴한 전기 인쇄기와 효율적인 먹지의 도입, 그리고 타자기의 일반적인 수용과 함께 사무 작업과 책상 생산이 소규모로 급증했다. 더 많은 양의 종이를 감당하고 타자기 사용에 따른 충격을 견디기 위해 강철 책상이 도입되었다. 이는 또한 "타자기 책상"의 등장으로 이어졌는데, 이는 표준 또는 전통적인 책상을 사용할 때보다 타이핑을 더 쉽고 편안하게 할 수 있도록 특정 높이로 제작된 플랫폼으로, 때로는 바퀴가 달리고 플랩을 통해 표면을 확장할 수 있었다. L자형 책상도 인기를 얻었으며, "다리"는 타자기를 위한 부속 공간으로 사용되었다.
또 다른 큰 확장은 제2차 세계 대전 이후 복사가 확산되면서 발생했다. 서류 작업은 책상 노동자 수를 더욱 증가시켰고, 사무실 임대료 상승에 따라 그들의 작업 공간은 줄어들었다. 종이 자체는 점점 더 직접적으로 서류 캐비닛으로 옮겨지거나 전문 기록 관리 센터로 보내지거나 마이크로필름으로 변환되거나 둘 다였다. 여러 동료가 가까이 앉을 수 있는 모듈형 책상이 보편화되었다. 화이트칼라 노동자를 관리하는 사람들의 수가 더욱 많아지면서, 중역 또는 관리용 책상조차도 저렴한 합판이나 목재 마감으로 덮인 섬유판으로 대량 생산되었다.

## 학생용 모델

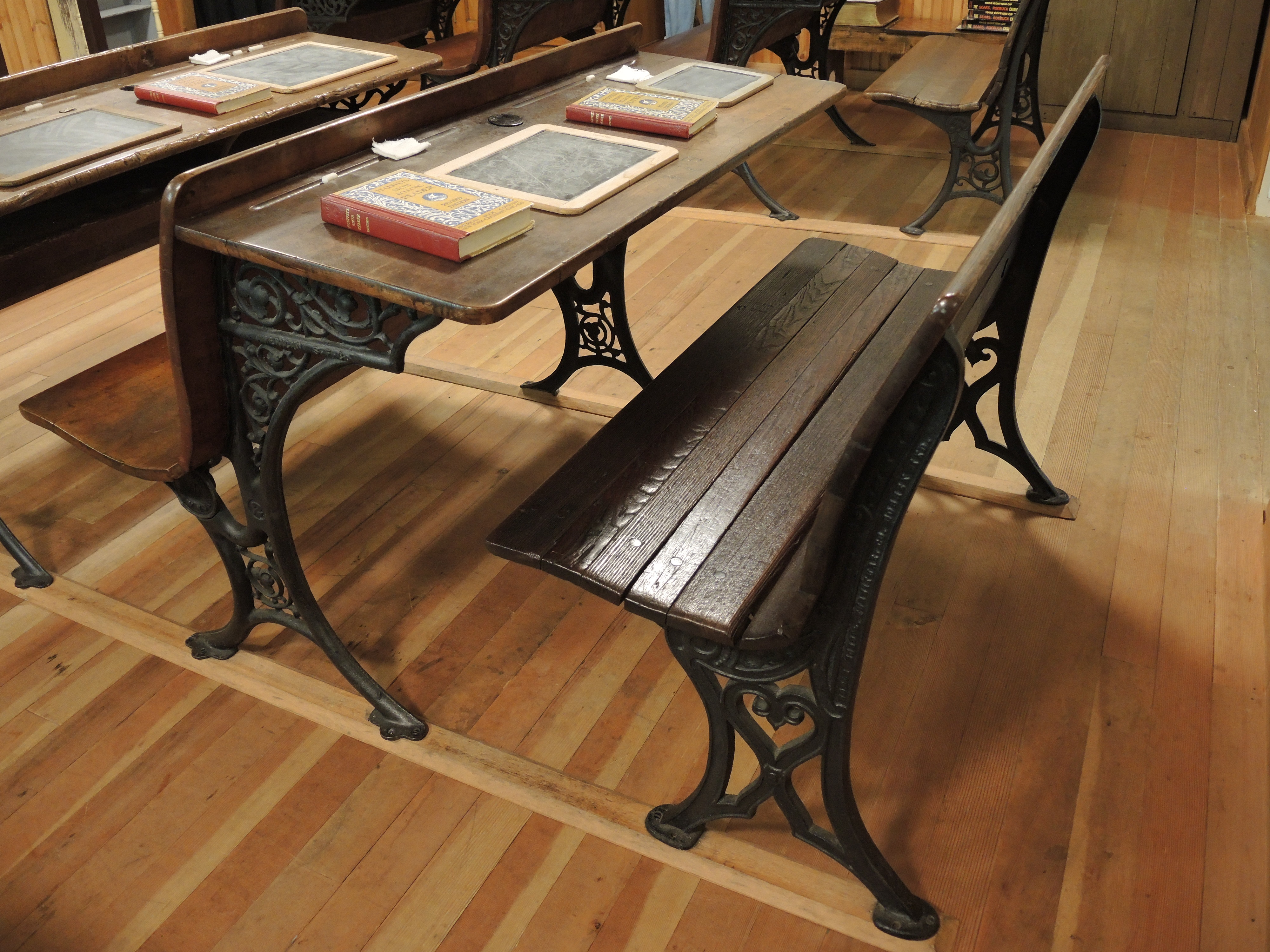
1900년경 버펄로 (뉴욕주)의 American S.F. Company에서 제작한 학교 책상

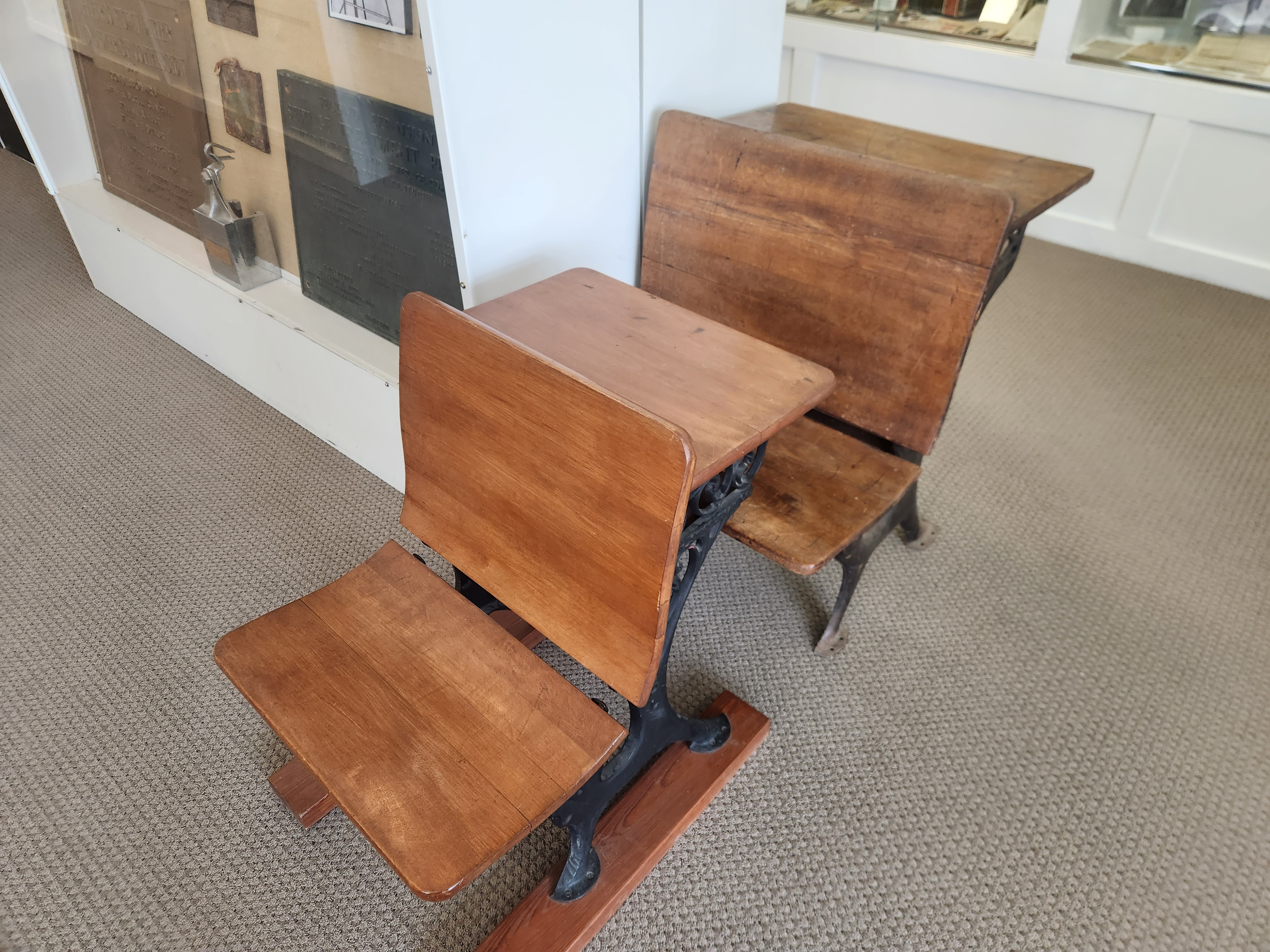
제퍼슨타운 역사 박물관의 학교 책상

학생용 책상은 초등, 중등 또는 고등 교육을 받는 학생이 사용하도록 고안된 모든 형태의 책상을 말한다. 애나 브레딘(Anna Breadin)은 1880년대 후반에 나무 의자와 등받이 앞에 탁자 부분이 부착된 일체형 학교 책상을 디자인하고 특허를 받았다. 그 전에는 미국의 대부분의 학생들이 긴 탁자에서 의자나 긴 벤치에 앉았다.

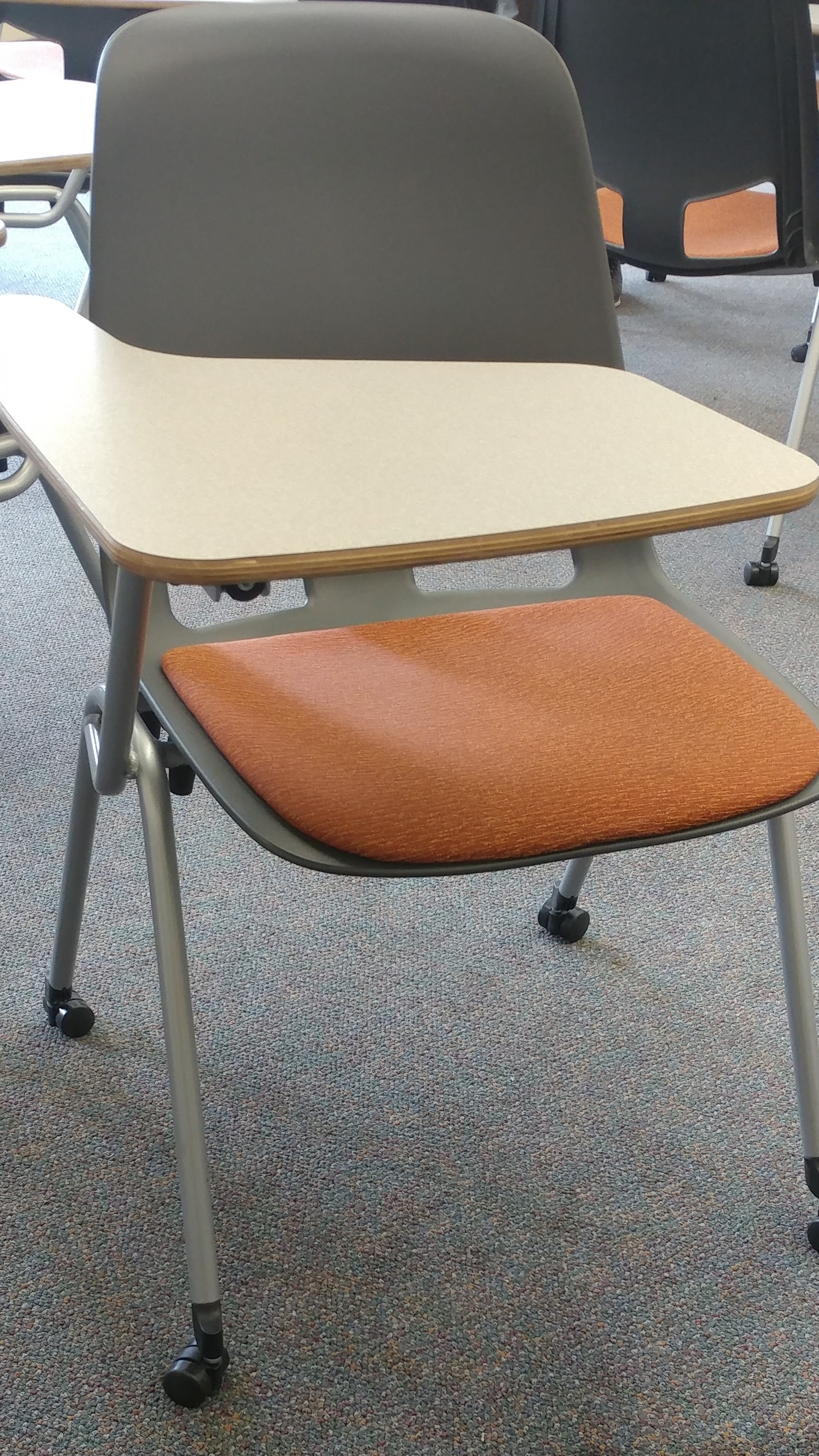
고등학교와 대학교에서 흔히 사용되는 학생용 책상과 의자.

가정에서 "학생용 책상"이라는 용어는 십대나 어린 아이의 방에서 사용하기 위해 제작된 작은 페데스탈 책상 또는 라이팅 테이블(writing table)을 가리킨다. 이는 종종 두 개의 받침대 중 하나만 있고 책상 표면의 약 3분의 2만 있는 받침대 책상이다. 이러한 책상은 단일 받침대의 위치에 따라 "왼쪽 받침대 책상"과 "오른쪽 받침대 책상"이라고 불리기도 한다. 이러한 책상은 일반 성인용 책상만큼 높지 않다. 어떤 경우에는 책상이 좌석에서 탁자까지 연결되어 있다.
책상들은 주로 강철이나 나무로 대량 생산되어 소비자 시장에서 판매된다. 목공 애호가들이 자신만의 버전을 만들 수 있는 다양한 계획이 있다. 현대의 대량 생산 학생 책상은 종종 라미네이트 탁상과 성형 플라스틱 좌석이 결합된 단일 장치로 만들어지며, 수납 공간은 책상 상판 아래 또는 좌석 아래의 철망 선반에 있다. 아이 방에 있는 비교적 제한된 공간을 최대화하기 위해 제작된 다양한 형태의 학생 책상이 많다. 가장 흔한 것 중 하나는 이층 침대 책상으로, "로프트 침대"라고도 불린다.

## 컴퓨터의 영향

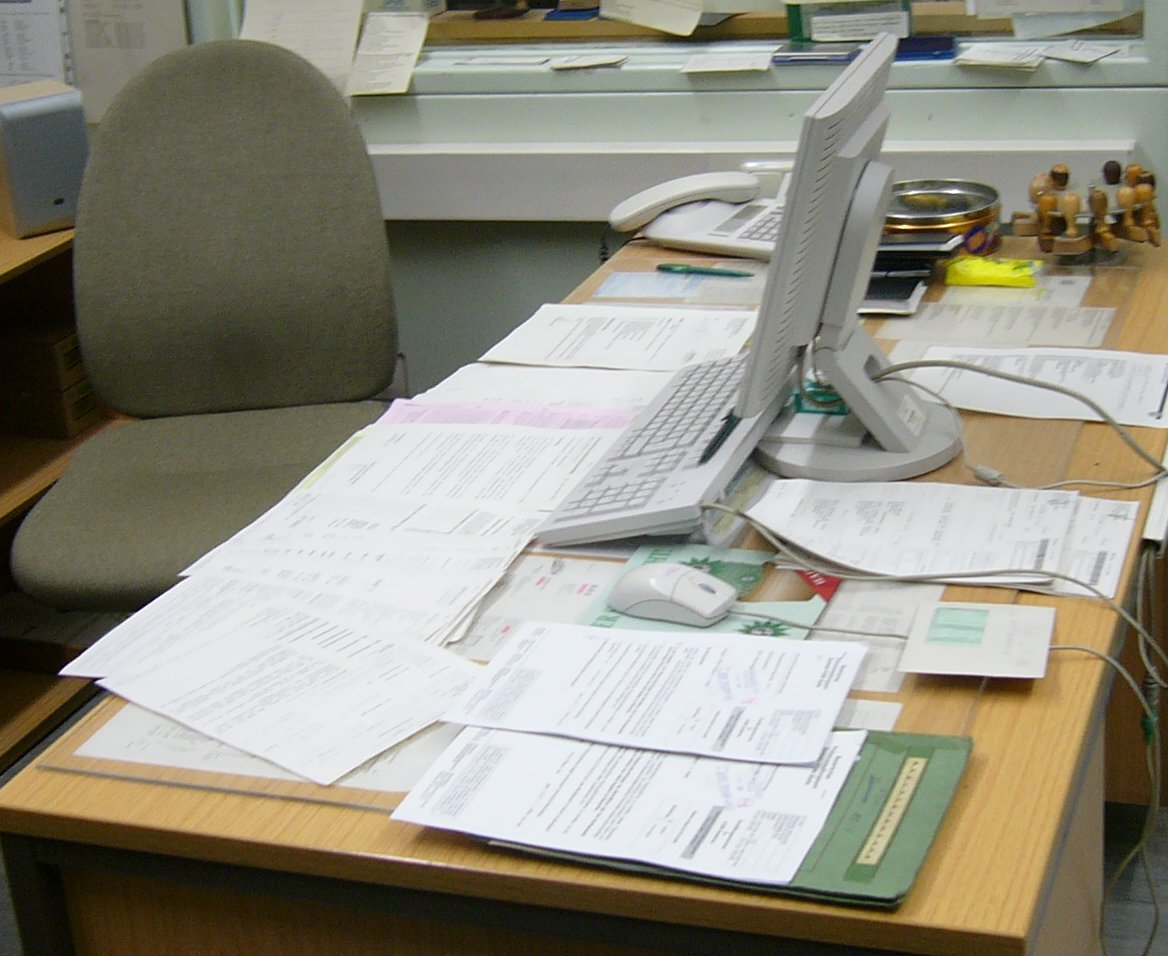
사무실 책상

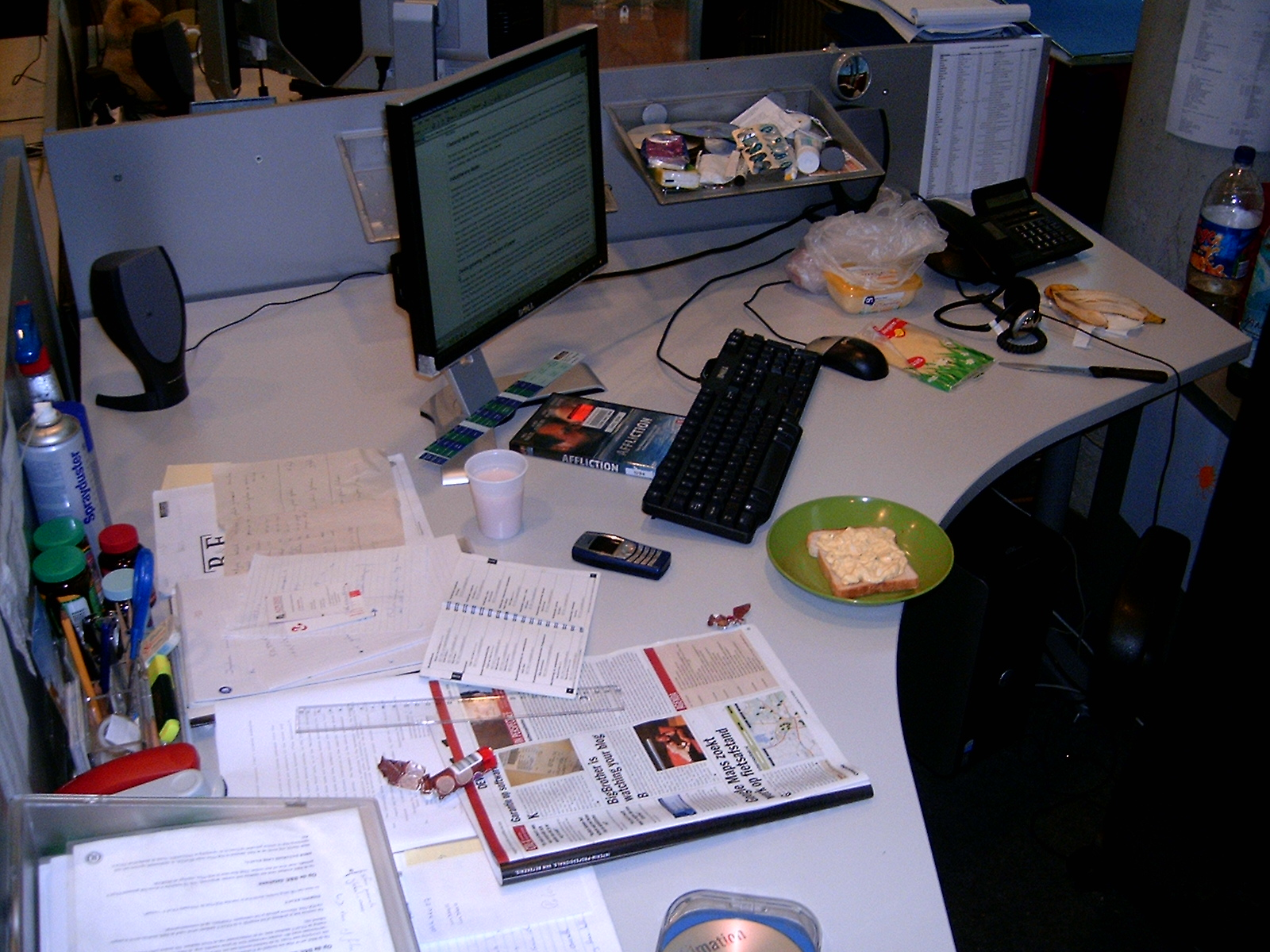
컴퓨터 부품과 종이 문서가 공간을 공유하는 것을 보여주는 칸막이 사무실 책상

1980년대 후반까지 책상은 서류 작업과 "사무 기기"를 위한 장소로 남아 있었지만, 개인용 컴퓨터가 대기업과 중소기업에서 자리를 잡고 있었다. 새로운 사무실 스위트룸에는 터미널이나 개인용 컴퓨터와 키보드 트레이를 위한 "무릎 공간" 크레덴자가 포함되었다. 곧, 새로운 사무실 디자인에는 뒤쪽 크레덴자와 앞쪽 책상 사이에 브리지 작업 공간을 추가하는 "U자형" 스위트룸도 포함되었다. 1990년대 초 북미 경기 침체기 동안, 많은 관리자와 임원급 직원들은 이전에 타이핑 풀과 비서들이 수행했던 워드 프로세싱 및 기타 기능을 직접 수행해야 했다. 이는 이러한 "U자형" 스위트 책상 시스템에서 컴퓨터를 더 중앙에 배치할 필요성을 야기했다.
컴퓨터가 널리 보급되면서 "컴퓨터 용지"가 사무용품이 되었다. 이러한 종이 붐의 시작은 모든 정보가 컴퓨터 모니터에만 나타날 것이라는 "페이퍼리스 오피스"의 꿈을 낳았다. 그러나 개인 문서를 쉽게 인쇄할 수 있고 컴퓨터 모니터에서 텍스트를 읽는 데 불편함을 느끼면서 많은 문서 인쇄가 이루어졌다. 서류 공간의 필요성은 컴퓨터 모니터, 컴퓨터, 프린터, 스캐너 및 기타 주변 장치로 인해 증가하는 책상 공간과 경쟁했다. 더 많은 공간에 대한 필요성은 일부 책상 회사로 하여금 콘센트 스트립 및 케이블 관리와 같은 일부 액세서리 품목을 책상 뒷면의 가림 판(modesty panel)에 부착하여 데스크톱에서 전기적 잡동사니를 치우려는 시도로 이어졌다.
1990년대의 "기술 붐"을 통해 사무직원 수가 증가하고 사무실 임대료도 상승했다. 칸막이 책상은 북미에서 같은 공간에 더 많은 책상 직원들을 수용하면서도 비좁은 작업 공간의 크기를 더 이상 줄이지 않는 경제적인 방법으로 널리 받아들여졌다. 칸막이 벽은 직원들이 한때 수평 책상 표면에 남겨 두었던 서류나 기타 물품을 부착하는 새로운 장소가 되었다. 포스트잇과 명함을 부착하는 데에는 컴퓨터 모니터 베젤 자체도 사용되었다.
2000년대 초, 개인 사무실에서 일하는 사람들은 측면 및 후면에 컴퓨터를 배치하는 가구 때문에 손님이나 동료들에게 컴퓨터 화면 내용을 보여주기가 어렵다는 것을 알게 되었다. 제조업체들은 이러한 문제에 대응하여 컴퓨터 모니터가 "U자형" 작업대의 전면에 배치되는 "전면을 향하는" 책상을 만들었다. 이러한 전면 컴퓨터 모니터 배치는 동료들을 맞이할 때 시야를 더 선명하게 하고 화면에 표시된 정보를 함께 볼 수 있게 한다.
부피가 큰 CRT 모니터를 평면 패널 LCD로 교체하면서 책상 위 공간이 크게 확보되었다. 그러나 여러 화면 창을 수용하고 점점 더 많은 정보를 동시에 표시하기 위해 디스플레이 크기가 종종 커졌다. 새로운 디스플레이의 가벼운 무게와 슬림한 형태는 유연한 팔에 장착될 수 있게 하여 필요에 따라 화면에 나타나거나 치워지고 자주 조정될 수 있게 했다.

## 주목할 만한 사례
- 오벌 오피스에 있는 결단의 책상은 존 F. 케네디, 로널드 레이건, 버락 오바마를 포함한 많은 미국 대통령들이 사용했다. 이 책상은 미국 선박에 의해 발견되어 영국 빅토리아 여왕에게 우정과 친선의 상징으로 반환된 버려진 영국 선박 HMS Resolute의 목재로 만들어졌다. 빅토리아 여왕은 영국 채텀 왕립 해군 조선소의 윌리엄 이벤덴에게 이 책상을 주문하여 1880년에 러더퍼드 B. 헤이스 대통령에게 선물했다.[15]
- Bureau du Roi (프랑스어: byʁo dy ʁwa, 왕의 책상), 또는 루이 15세의 롤탑 비서 책상(프랑스어: Secrétaire à cylindre de Louis XV)은 루이 15세 통치 말기에 제작된 화려하게 장식된 왕실 실린더 책상으로, 현재 베르사유궁에 있다.
- 헨리 8세의 필기용 책상은 1525~26년경 헨리 8세를 위해 만들어진 휴대용 라이팅 데스크이다. 현재 빅토리아 앨버트 박물관에 소장되어 있다. 이 책상은 왕실 공방의 작품으로, 유럽 대륙의 예술가들이 잉글랜드 왕국에 도입한 장식 문양으로 화려하게 장식되어 있다.

## 같이 보기
- 상 (가구)
- 스탠딩 데스크(영어판)
  - 높낮이 조절 책상(Height-adjustable desk)